# Вольмерсдорф
Вольмерсдорф (нем. Wolmersdorf) — община в Германии, в земле Шлезвиг-Гольштейн. 
Входит в состав района Дитмаршен. Подчиняется управлению КЛьГ Мельдорф-Ланд.  Население составляет 325 человек (на 31 декабря 2010 года). Занимает площадь 6,1 км².